# Sestra flexata
Sestra flexata är en fjärilsart som beskrevs av Walker 1862. Sestra flexata ingår i släktet Sestra och familjen mätare. Inga underarter finns listade i Catalogue of Life.